# ذي حريمات (السياني)

تعديل مصدري - تعديل

ذي حريمات هي إحدى قرى عزلة النقيلين بمديرية السياني التابعة لمحافظة إب، بلغ تعداد سكانها 826 نسمة حسب تعداد اليمن لعام 2004.
دكان علي حمود للمواد المأكوله والمشروبات والدقيق }